# Bente Aanjesen
Bente Aanjesen (1945) è un'ex sciatrice alpina norvegese.

## Biografia
Sciatrice polivalente, la Aanjesen debuttò in campo internazionale in occasione del trofeo Holmenkollen-Kandahar 1963 (Holmenkollen, 14-15 marzo), dove si classificò 10ª nello slalom speciale; in Coppa del Mondo esordì nella stagione inaugurale del circuito, il 1º febbraio 1967 a Monte Bondone in slalom speciale (22ª), e prese per l'ultima volta il via il 24 febbraio 1968 a Oslo in slalom gigante (21ª, suo miglior risultato nel circuito). Non prese parte a rassegne olimpiche o iridate.

## Palmarès

### Campionati norvegesi
- 4 medaglie[senza fonte]:
  - 1 oro (discesa libera nel 1966)[5]
  - 2 argenti (slalom gigante nel 1963; slalom speciale nel 1968)[senza fonte]
  - 1 bronzo (slalom speciale nel 1967[1])